# Sexy and I know it
Sexy and I know it is een lied van het Amerikaanse muziekduo LMFAO. Het nummer staat op het tweede studioalbum Sorry for party rocking. Het is de derde single van het album, die uitkwam op 12 september 2011. Het nummer heeft op nummer één gestaan in de Amerikaanse Billboard Hot 100.

## Nummeroverzicht
- Cd-single

1. "Sexy and I Know It" (Album Version) – 3:19
2. "Sexy and I Know It" (Mord Fustang) – 5:21

- Download

1. "Sexy and I Know It" (Audiobot Remix) – 5:55
2. "Sexy and I Know It" (Mord Fustang) – 5:19
3. "Sexy and I Know It" (Tomba and Borgore Remix) – 3:41
4. "Sexy and I Know It" (LA Riots Remix) – 5:40
5. "Sexy and I Know It" (DallasK Remix) – 5:40
6. "Sexy and I Know It" (Fuego's Moombahton Remix) – 3:51
7. "Sexy and I Know It" (MADEin82 Remix) – 6:01

## Trivia
Sesamstraat maakte een parodie op het nummer, genaamd "I'm Elmo and I Know It".

## Hitnoteringen

### Nederlandse Top 40
| Hitnotering: 15-10-2011 t/m 18-02-2012 | Hitnotering: 15-10-2011 t/m 18-02-2012 | Hitnotering: 15-10-2011 t/m 18-02-2012 | Hitnotering: 15-10-2011 t/m 18-02-2012 | Hitnotering: 15-10-2011 t/m 18-02-2012 | Hitnotering: 15-10-2011 t/m 18-02-2012 | Hitnotering: 15-10-2011 t/m 18-02-2012 | Hitnotering: 15-10-2011 t/m 18-02-2012 | Hitnotering: 15-10-2011 t/m 18-02-2012 | Hitnotering: 15-10-2011 t/m 18-02-2012 | Hitnotering: 15-10-2011 t/m 18-02-2012 | Hitnotering: 15-10-2011 t/m 18-02-2012 | Hitnotering: 15-10-2011 t/m 18-02-2012 | Hitnotering: 15-10-2011 t/m 18-02-2012 | Hitnotering: 15-10-2011 t/m 18-02-2012 | Hitnotering: 15-10-2011 t/m 18-02-2012 | Hitnotering: 15-10-2011 t/m 18-02-2012 | Hitnotering: 15-10-2011 t/m 18-02-2012 | Hitnotering: 15-10-2011 t/m 18-02-2012 | Hitnotering: 15-10-2011 t/m 18-02-2012 | Hitnotering: 15-10-2011 t/m 18-02-2012 |
| Week:                                  | 1                                      | 2                                      | 3                                      | 4                                      | 5                                      | 6                                      | 7                                      | 8                                      | 9                                      | 10                                     | 11                                     | 12                                     | 13                                     | 14                                     | 15                                     | 16                                     | 17                                     | 18                                     | 19                                     |                                        |
| -------------------------------------- | -------------------------------------- | -------------------------------------- | -------------------------------------- | -------------------------------------- | -------------------------------------- | -------------------------------------- | -------------------------------------- | -------------------------------------- | -------------------------------------- | -------------------------------------- | -------------------------------------- | -------------------------------------- | -------------------------------------- | -------------------------------------- | -------------------------------------- | -------------------------------------- | -------------------------------------- | -------------------------------------- | -------------------------------------- | -------------------------------------- |
| Positie:                               | 31                                     | 19                                     | 15                                     | 12                                     | 12                                     | 9                                      | 8                                      | 8                                      | 10                                     | 9                                      | 10                                     | 14                                     | 14                                     | 13                                     | 15                                     | 24                                     | 25                                     | 33                                     | 40                                     | uit                                    |

### NederlandseSingle Top 100
| Hitnotering: 08-10-2011 t/m | Hitnotering: 08-10-2011 t/m | Hitnotering: 08-10-2011 t/m | Hitnotering: 08-10-2011 t/m | Hitnotering: 08-10-2011 t/m | Hitnotering: 08-10-2011 t/m | Hitnotering: 08-10-2011 t/m | Hitnotering: 08-10-2011 t/m | Hitnotering: 08-10-2011 t/m | Hitnotering: 08-10-2011 t/m | Hitnotering: 08-10-2011 t/m | Hitnotering: 08-10-2011 t/m | Hitnotering: 08-10-2011 t/m | Hitnotering: 08-10-2011 t/m | Hitnotering: 08-10-2011 t/m | Hitnotering: 08-10-2011 t/m | Hitnotering: 08-10-2011 t/m | Hitnotering: 08-10-2011 t/m | Hitnotering: 08-10-2011 t/m | Hitnotering: 08-10-2011 t/m | Hitnotering: 08-10-2011 t/m |
| Week:                       | 1                           | 2                           | 3                           | 4                           | 5                           | 6                           | 7                           | 8                           | 9                           | 10                          | 11                          | 12                          | 13                          | 14                          | 15                          | 16                          | 17                          | 18                          | 19                          | 20                          |
| --------------------------- | --------------------------- | --------------------------- | --------------------------- | --------------------------- | --------------------------- | --------------------------- | --------------------------- | --------------------------- | --------------------------- | --------------------------- | --------------------------- | --------------------------- | --------------------------- | --------------------------- | --------------------------- | --------------------------- | --------------------------- | --------------------------- | --------------------------- | --------------------------- |
| Positie:                    | 24                          | 15                          | 14                          | 11                          | 12                          | 9                           | 11                          | 13                          | 10                          | 7                           | 10                          | 13                          | 12                          | 9                           | 17                          | 26                          | 22                          | 18                          | 23                          | 26                          |
| Week:                       | 21                          | 22                          | 23                          | 24                          | 25                          | 26                          | 27                          | 28                          | 29                          | 30                          | 31                          | 32                          | 33                          | 34                          | 35                          | 36                          | 37                          | 38                          | 39                          | 40                          |
| Positie:                    | 21                          | 28                          | 26                          | 31                          | 38                          | 39                          | 39                          | 31                          | 50                          | 38                          | 33                          | 47                          | 51                          | 52                          | 56                          | 61                          | 59                          | 60                          |                             |                             |

### VlaamseUltratop 50
| Hitnotering: (Week 1 t/m 25) 01-10-2011 t/m 17-03-2012 Hitnotering: (Week 26 t/m 28) 31-03-2012 t/m 14-04-2012 Hitnotering: (Week 29) 19-05-2012 Hitnotering: (Week 30) 16-06-2012 | Hitnotering: (Week 1 t/m 25) 01-10-2011 t/m 17-03-2012 Hitnotering: (Week 26 t/m 28) 31-03-2012 t/m 14-04-2012 Hitnotering: (Week 29) 19-05-2012 Hitnotering: (Week 30) 16-06-2012 | Hitnotering: (Week 1 t/m 25) 01-10-2011 t/m 17-03-2012 Hitnotering: (Week 26 t/m 28) 31-03-2012 t/m 14-04-2012 Hitnotering: (Week 29) 19-05-2012 Hitnotering: (Week 30) 16-06-2012 | Hitnotering: (Week 1 t/m 25) 01-10-2011 t/m 17-03-2012 Hitnotering: (Week 26 t/m 28) 31-03-2012 t/m 14-04-2012 Hitnotering: (Week 29) 19-05-2012 Hitnotering: (Week 30) 16-06-2012 | Hitnotering: (Week 1 t/m 25) 01-10-2011 t/m 17-03-2012 Hitnotering: (Week 26 t/m 28) 31-03-2012 t/m 14-04-2012 Hitnotering: (Week 29) 19-05-2012 Hitnotering: (Week 30) 16-06-2012 | Hitnotering: (Week 1 t/m 25) 01-10-2011 t/m 17-03-2012 Hitnotering: (Week 26 t/m 28) 31-03-2012 t/m 14-04-2012 Hitnotering: (Week 29) 19-05-2012 Hitnotering: (Week 30) 16-06-2012 | Hitnotering: (Week 1 t/m 25) 01-10-2011 t/m 17-03-2012 Hitnotering: (Week 26 t/m 28) 31-03-2012 t/m 14-04-2012 Hitnotering: (Week 29) 19-05-2012 Hitnotering: (Week 30) 16-06-2012 | Hitnotering: (Week 1 t/m 25) 01-10-2011 t/m 17-03-2012 Hitnotering: (Week 26 t/m 28) 31-03-2012 t/m 14-04-2012 Hitnotering: (Week 29) 19-05-2012 Hitnotering: (Week 30) 16-06-2012 | Hitnotering: (Week 1 t/m 25) 01-10-2011 t/m 17-03-2012 Hitnotering: (Week 26 t/m 28) 31-03-2012 t/m 14-04-2012 Hitnotering: (Week 29) 19-05-2012 Hitnotering: (Week 30) 16-06-2012 | Hitnotering: (Week 1 t/m 25) 01-10-2011 t/m 17-03-2012 Hitnotering: (Week 26 t/m 28) 31-03-2012 t/m 14-04-2012 Hitnotering: (Week 29) 19-05-2012 Hitnotering: (Week 30) 16-06-2012 | Hitnotering: (Week 1 t/m 25) 01-10-2011 t/m 17-03-2012 Hitnotering: (Week 26 t/m 28) 31-03-2012 t/m 14-04-2012 Hitnotering: (Week 29) 19-05-2012 Hitnotering: (Week 30) 16-06-2012 | Hitnotering: (Week 1 t/m 25) 01-10-2011 t/m 17-03-2012 Hitnotering: (Week 26 t/m 28) 31-03-2012 t/m 14-04-2012 Hitnotering: (Week 29) 19-05-2012 Hitnotering: (Week 30) 16-06-2012 | Hitnotering: (Week 1 t/m 25) 01-10-2011 t/m 17-03-2012 Hitnotering: (Week 26 t/m 28) 31-03-2012 t/m 14-04-2012 Hitnotering: (Week 29) 19-05-2012 Hitnotering: (Week 30) 16-06-2012 | Hitnotering: (Week 1 t/m 25) 01-10-2011 t/m 17-03-2012 Hitnotering: (Week 26 t/m 28) 31-03-2012 t/m 14-04-2012 Hitnotering: (Week 29) 19-05-2012 Hitnotering: (Week 30) 16-06-2012 | Hitnotering: (Week 1 t/m 25) 01-10-2011 t/m 17-03-2012 Hitnotering: (Week 26 t/m 28) 31-03-2012 t/m 14-04-2012 Hitnotering: (Week 29) 19-05-2012 Hitnotering: (Week 30) 16-06-2012 | Hitnotering: (Week 1 t/m 25) 01-10-2011 t/m 17-03-2012 Hitnotering: (Week 26 t/m 28) 31-03-2012 t/m 14-04-2012 Hitnotering: (Week 29) 19-05-2012 Hitnotering: (Week 30) 16-06-2012 | Hitnotering: (Week 1 t/m 25) 01-10-2011 t/m 17-03-2012 Hitnotering: (Week 26 t/m 28) 31-03-2012 t/m 14-04-2012 Hitnotering: (Week 29) 19-05-2012 Hitnotering: (Week 30) 16-06-2012 | Hitnotering: (Week 1 t/m 25) 01-10-2011 t/m 17-03-2012 Hitnotering: (Week 26 t/m 28) 31-03-2012 t/m 14-04-2012 Hitnotering: (Week 29) 19-05-2012 Hitnotering: (Week 30) 16-06-2012 |
| Week: | 1 | 2 | 3 | 4 | 5 | 6 | 7 | 8 | 9 | 10 | 11 | 12 | 13 | 14 | 15 | 16 | 17 |
| --- | --- | --- | --- | --- | --- | --- | --- | --- | --- | --- | --- | --- | --- | --- | --- | --- | --- |
| Positie: | 38 | 17 | 6 | 8 | 8 | 9 | 9 | 10 | 10 | 10 | 11 | 13 | 14 | 16 | 12 | 12 | 14 |
| Week: | 18 | 19 | 20 | 21 | 22 | 23 | 24 | 25 | | 26 | 27 | 28 | | 29 | | 30 | |
| Positie: | 14 | 20 | 22 | 21 | 29 | 32 | 35 | 48 | uit | 42 | 47 | 50 | uit | 45 | uit | 50 | uit |